# ジョン・ウェルボーン・ルート
ジョン・ウェルボーン・ルート（John Wellborn Root、1850年1月10日 - 1891年1月15日）は、アメリカ合衆国の建築家。ダニエル・バーナムとともにシカゴを拠点として活動し、シカゴ派建築の創設者の一人であった。作品の一つはアメリカ合衆国国定歴史建造物に指定され、他の作品もシカゴ・ランドマークに指定されるか、アメリカ合衆国国家歴史登録財に指定されてきている。1958年にAIAゴールドメダルを獲得。

## 少年時代
農場主であったシドニー・ルートを父とし、その妻マリー・H.・クラークを母として、ジョージア州ランプキンにジョン・ウェルボーン・ルートは生まれた。名前は母方の伯父であるマーシャル・ジョンソン・ウェルボーンにちなんで付けられた。最初にアトランタで家庭教育を施されている。南北戦争が始まってアトランタが南部同盟に参加すると、シドニーは自らの運輸業の拠点のある英国リヴァプールに他の二人の息子達とともにルートを蒸気船で疎開させ、他方でマリーと娘達をジョージア州カスバートに疎開させている。
リヴァプール時代のルートはクレアモントスクールで学んでいる。当時、オリエル・チャンバース(1864)やクック通り16番地(1866)といった世界でも初めての鋼製フレームとガラス・カーテンウォールによる先駆的な建築をリヴァプールで手掛けていたピーター・エリスに、ルートののちの建築は影響されていると言われる。
合衆国に戻ると1869年にニューヨーク大学を卒業し、まずジェームズ・レンウィック・ジュニアの許に無給の徒弟として勤務する。続いて同じくニューヨークのジョン・バトラー・スヌークの事務所に職を得、その一方でワレン・アンド・ウェットモアによるグランドセントラル駅の工事監督を務めた。と同時にヘンリー・ホブソン・リチャードソンに多大な影響を受けている。

## シカゴ時代
1871年にシカゴに移り、そこで建築会社のドラフトマンとして勤務。2年後の1873年にダニエル・バーナムに出会い、二人でバーナム・アンド・ルート事務所を設立し、こののち18年間協働する。
1873年の不景気時代、ルートは他の事務所の仕事をこなしたり、長老派第一教会のオルガン奏者として凌いだこともあった。

## 1873年以降
シカゴの軟弱な地盤に高層建築物の基礎が沈まないよう、鋼鉄小梁を組んた浮基礎システムをルートは開発した。この斬新な方法を1882年のモントーク・ビルでルートは最初に試み、さらに1887年のフェニックスビルでは、ウィリアム・ル・バロン・ジェニーの1885年のホームインシュアランスビルを真似て、耐力壁に替わる鋼製フレームの使用へとこれを応用した。
ルート、バーナム、ダンクマール・アドラー、それにルイス・サリヴァンは東部の建築家達が自分達を軽視していると感じたことから、西部建築家協会を設立し、1886年の会長をルートは務めた。翌1887年にはAIAのディレクターに選出。ルートの成熟期の作品は先述したようにアメリカ合衆国国定歴史建造物、アメリカ合衆国国家歴史登録財、シカゴ・ランドマークに指定され、その重要性が認識されてきている。
シカゴ世界コロンビア博計画にも従事したが、実現前に肺炎によって41歳で早世、シカゴ・グレースランド墓地に永眠。

## 家族
ルートは1879年にマリー・ルイーズ・ウォーカーと結婚したが、マリーはその6週間後に結核で他界する。1882年にドラ・ルイーズ・モンローと再婚し、二人のあいだに生まれた男児はジョン・ウェルボーン・ジュニアと名付けられ、のちに建築家となった。

## 主な作品

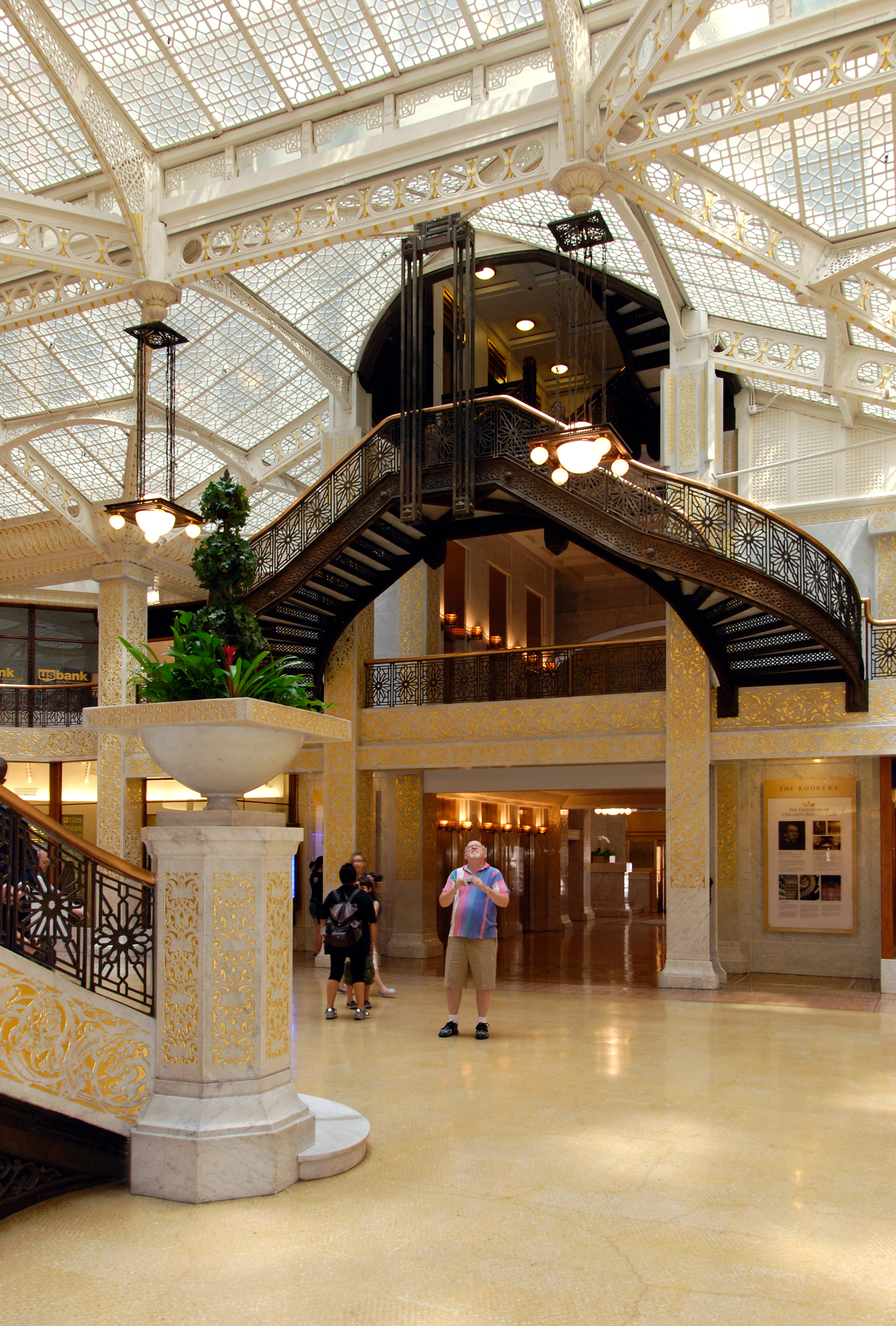
ザ・ルーカリー（ルーカリー・ビル）内観

- グラニス・ブロック（1880）
- モントーク・ビル(1882-83)
- ルーカリー・ビル(1885)
- フェニックス・ビル(1887)
- レークビュー長老派教会(1888)
- モナドノック・ビル(1889)
- リライアンス・ビル(1889)